# RAP1GAP2
RAP1GAP2‏ (RAP1 GTPase activating protein 2) هوَ بروتين يُشَفر بواسطة جين RAP1GAP2 في الإنسان.